# Melanolimonia
Melanolimonia is een ondergeslacht van het geslacht van insecten Dicranomyia binnen de familie steltmuggen (Limoniidae).

## Soorten
- D. (Melanolimonia) aurita (Alexander, 1929)
- D. (Melanolimonia) azorica (Nielsen, 1963)
- D. (Melanolimonia) benguetensis (Alexander, 1931)
- D. (Melanolimonia) caledonica (Edwards, 1926)
- D. (Melanolimonia) emodi (Alexander, 1960)
- D. (Melanolimonia) evexa (Alexander, 1967)
- D. (Melanolimonia) fulvomorio (Edwards, 1933)
- D. (Melanolimonia) fulvonigrina (Alexander, 1965)
- D. (Melanolimonia) hamata (Becker, 1908)
- D. (Melanolimonia) kansuensis (Alexander, 1930)
- D. (Melanolimonia) kongosana (Alexander, 1934)
- D. (Melanolimonia) lakshmi (Alexander, 1958)
- D. (Melanolimonia) latemarginata (Alexander, 1972)
- D. (Melanolimonia) monkhtuyae (Podenas and Gelhaus, 2001)
- D. (Melanolimonia) morio (Fabricius, 1787)
- D. (Melanolimonia) morioides (Osten Sacken, 1860)
- D. (Melanolimonia) moronis (Alexander, 1932)
- D. (Melanolimonia) neomorio (Alexander, 1927)
- D. (Melanolimonia) nesomorio (Alexander, 1928)
- D. (Melanolimonia) nigrithorax (Brunetti, 1912)
- D. (Melanolimonia) nitidithorax (Senior-White, 1922)
- D. (Melanolimonia) nycteris (Alexander, 1927)
- D. (Melanolimonia) occidua (Edwards, 1926)
- D. (Melanolimonia) pacifera (Alexander, 1937)
- D. (Melanolimonia) paramorio (Alexander, 1926)
- D. (Melanolimonia) parviloba (Alexander, 1940)
- D. (Melanolimonia) parvincisa (Alexander, 1940)
- D. (Melanolimonia) penita (Alexander, 1936)
- D. (Melanolimonia) pernigrita (Alexander, 1965)
- D. (Melanolimonia) priapula (Alexander, 1966)
- D. (Melanolimonia) pseudomorio (Alexander, 1920)
- D. (Melanolimonia) rhadinostyla (Alexander, 1967)
- D. (Melanolimonia) rufiventris (Strobl, 1900)
- D. (Melanolimonia) spinifera (Alexander, 1927)
- D. (Melanolimonia) stylifera (Lackschewitz, 1928)
- D. (Melanolimonia) subaurita (Alexander, 1938)
- D. (Melanolimonia) submorio (Alexander, 1920)
- D. (Melanolimonia) tergotruncata (Alexander, 1966)